# Paraphaeosphaeria apicicola
Paraphaeosphaeria apicicola är en svampart som beskrevs av Kohlm., Volkm.-Kohlm. & O.E. Erikss. 1999. Paraphaeosphaeria apicicola ingår i släktet Paraphaeosphaeria och familjen Montagnulaceae.   Inga underarter finns listade i Catalogue of Life.